# Domingo Mandrafina
Domingo Mandrafina, dit Cacho Mandrafina, né le 2 novembre 1945 à Buenos Aires est un dessinateur argentin de bande dessinée.

## Biographie
Domingo Mandrafina débute en 1969 dans le magazine Patoruzito avant de devenir assistant de Lito Fernández. Deux ans plus tard, il illustre Sahos, écrite par Jorge Morhain pour le magazine Billiken. En 1972, il commence à travailler notamment sur des adaptations de films avec Editorial Columba et également la revue Top.
En 1979, il commence une collaboration avec le scénariste Carlos Trillo avec lequel il crée plusieurs livres dont Spaghetti Brothers, Vieilles Canailles et La Grande Arnaque. Ce dernier a été récompensé au Festival international de la bande dessinée d'Angoulême en 1999 par le prix du meilleur scénario.

## Publications en français
- Histoires sans paroles, avec Carlos Trillo, Campus Éditions, 1983.
- Le Fouineur, avec Carlos Trillo, Raspoutine, 1988.
- Dragger, avec Carlos Trillo, Arboris, 2 vol., 1994-1995.
- Spaghetti Brothers, avec Carlos Trillo, Vents d'Ouest, coll. « Global », 4 vol., 1995-1996.
- La Grande Arnaque, avec Carlos Trillo, Albin Michel, coll. « L'Écho des savanes » :

1. La Grande Arnaque, 1998.
2. L'Iguane, 1998[2].

- Vieilles Canailles, avec Carlos Trillo, Albin Michel, coll. « L'Écho des savanes » :

1. Esprit de famille, 1999.
2. L'Honneur des Centobucchi, 1999.

- Cayenne, avec Guillermo Saccomanno, Albin Michel, 2005.
- La Guerre des Magiciens, avec Carlos Trillo et Roberto Dal Pra, Delcourt, coll. « Machination » :

1. Berlin, 2011.
2. Londres, 2013.